# Ilie Floroiu
Ilie Floroiu (* 29. November 1952 in Iulia, Kreis Tulcea) ist ein ehemaliger rumänischer Langstreckenläufer.
Bei den Europameisterschaften 1974 in Rom kam er über 5000 Meter auf den fünften und über 10.000 Meter auf den 14. Platz. 1975 gewann er bei der Universiade jeweils Silber über 5000 und 10.000 Meter.
Bei den Olympischen Spielen 1976 in Montreal wurde er Fünfter über 10.000 Meter und schied über 5000 Meter im Vorlauf aus.
Einer Bronzemedaille über 10.000 Meter bei der Universiade 1977 folgte bei den Europameisterschaften 1978 in Prag ein fünfter Platz über 5000 Meter und ein siebter Platz über 10.000 Meter.
1979 gelang ihm bei der Universiade ein Doppelsieg über 5000 und 10.000 Meter. Bei den Olympischen Spielen 1980 in Moskau wurde er Zehnter über 10.000 Meter.
Achtmal wurde er Rumänischer Meister über 10.000 Meter (1973–1980), je sechsmal über 5000 Meter (1974–1976, 1978–1980) sowie im Crosslauf (1974–1978, 1980) und einmal im Marathon (1976).

## Persönliche Bestzeiten
- 5000 m: 13:15,0 min, 23. Juli 1978, Bukarest
- 10.000 m: 27:40,06 min, 29. August 1978, Prag
- Marathon: 2:18:53 h, 31. Oktober 1976, Craiova